# Corso Vittorio Emanuele II (Turín)

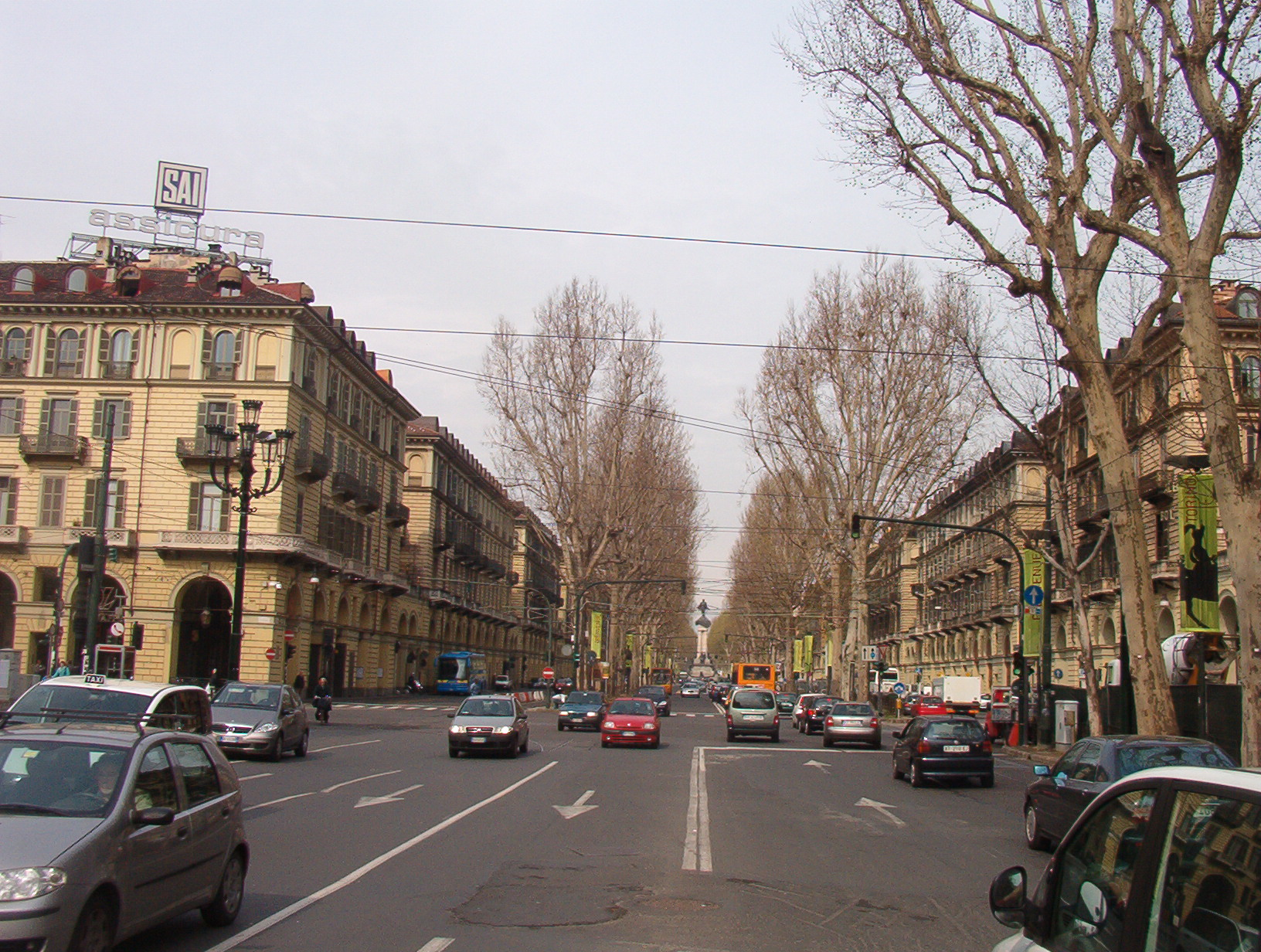
El Corso Vittorio Emanuele II. Al fondo se ve el Monumento a Víctor Manuel II.

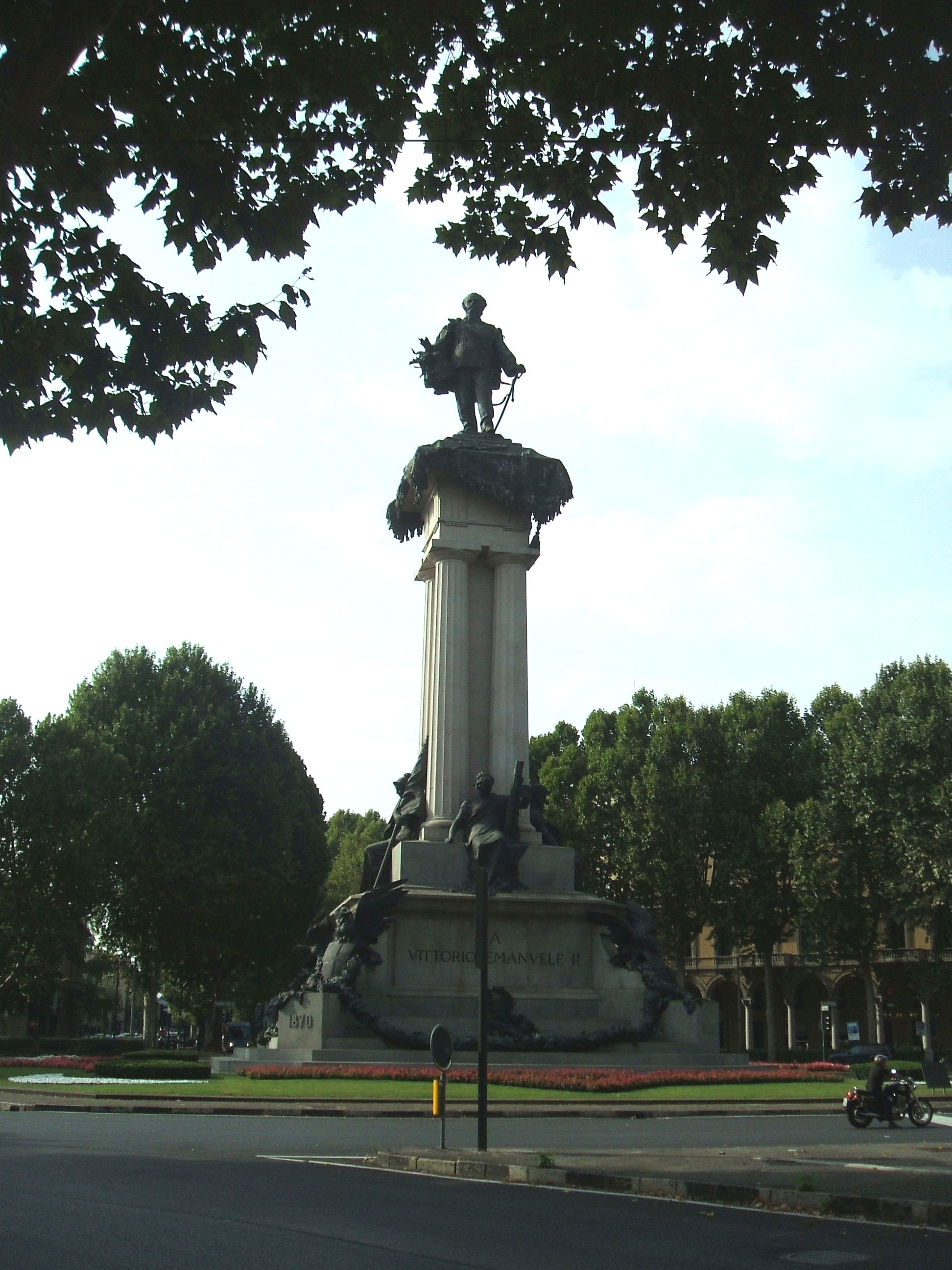
El monumento a Víctor Manuel II.

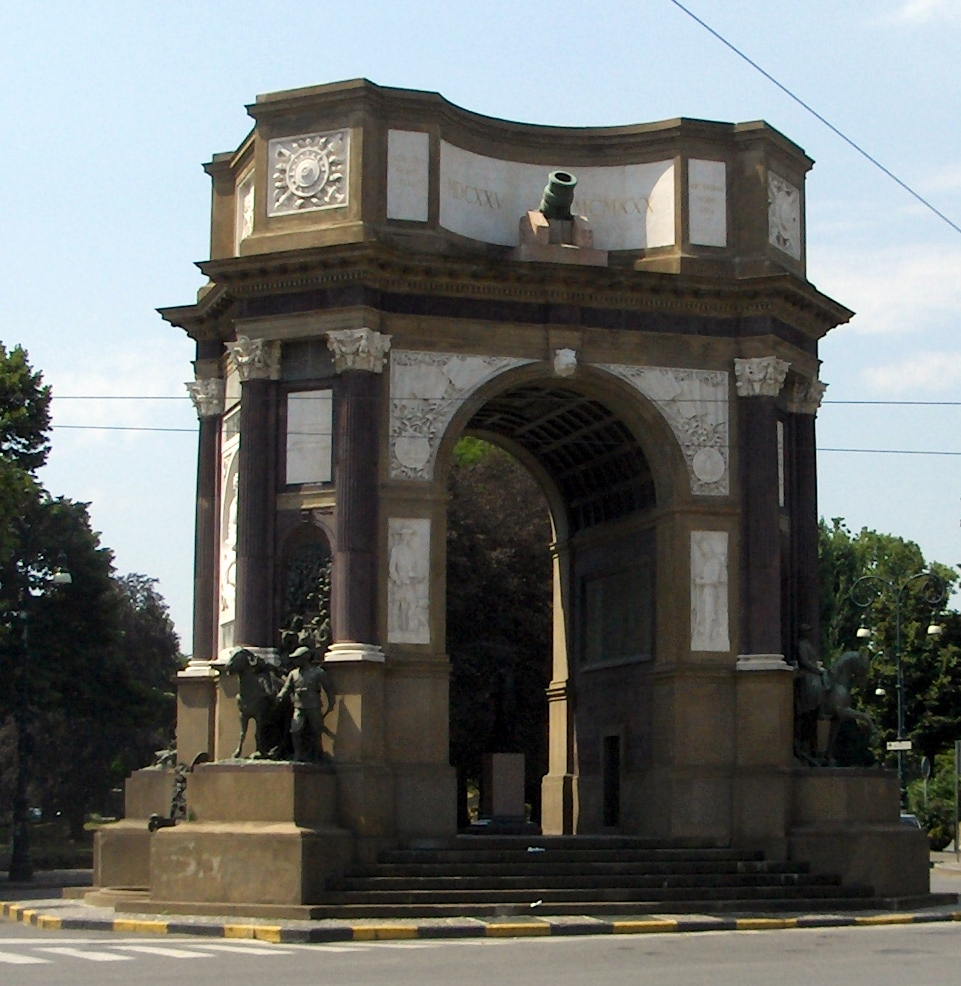
El Arco del Valentino, dedicado a la Artillería (obra de Pietro Canonica, 1930), situado al inicio de la calle (en el Puente Umberto I).

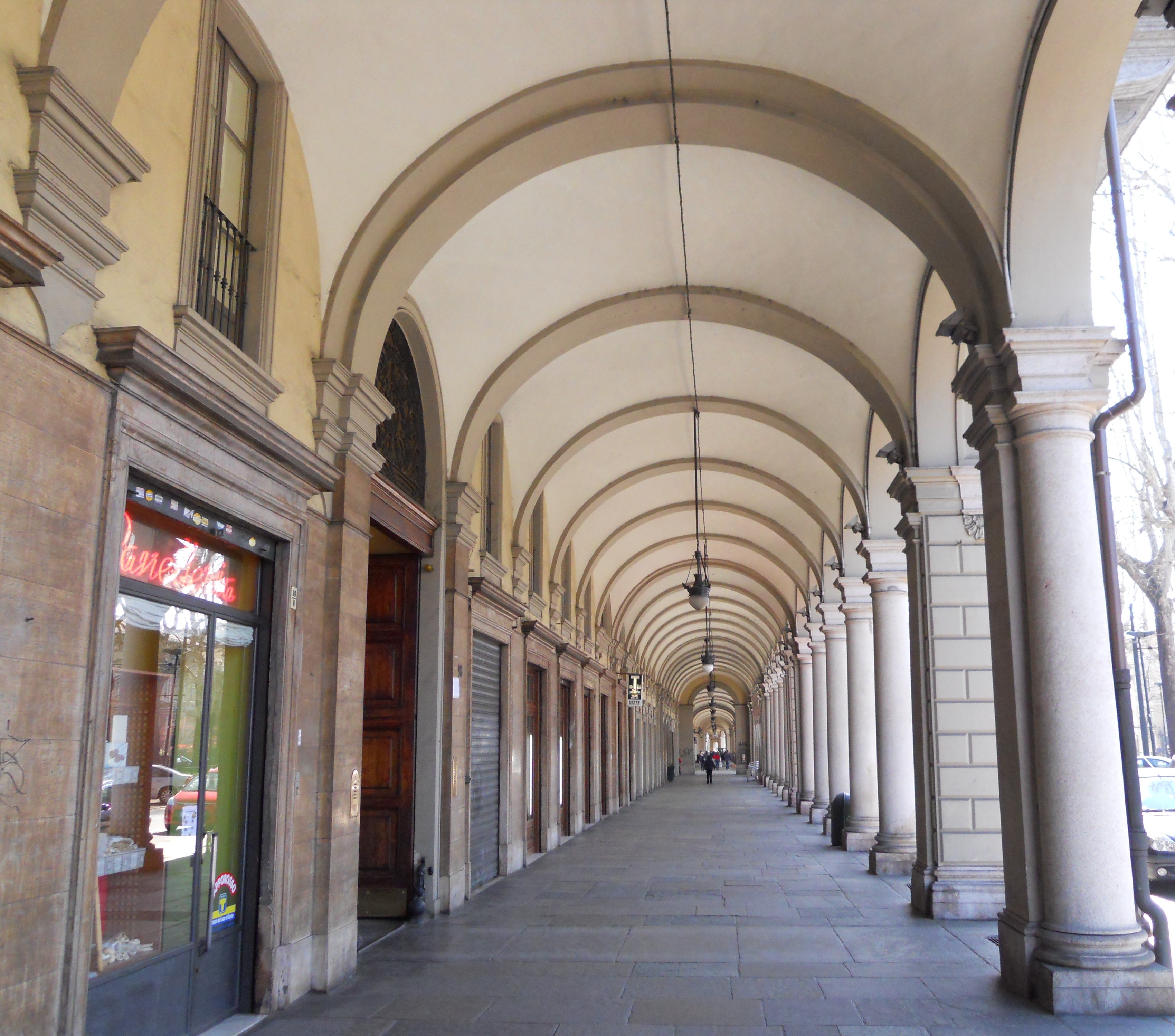
Los característicos pórticos del Corso Vittorio Emanuele.

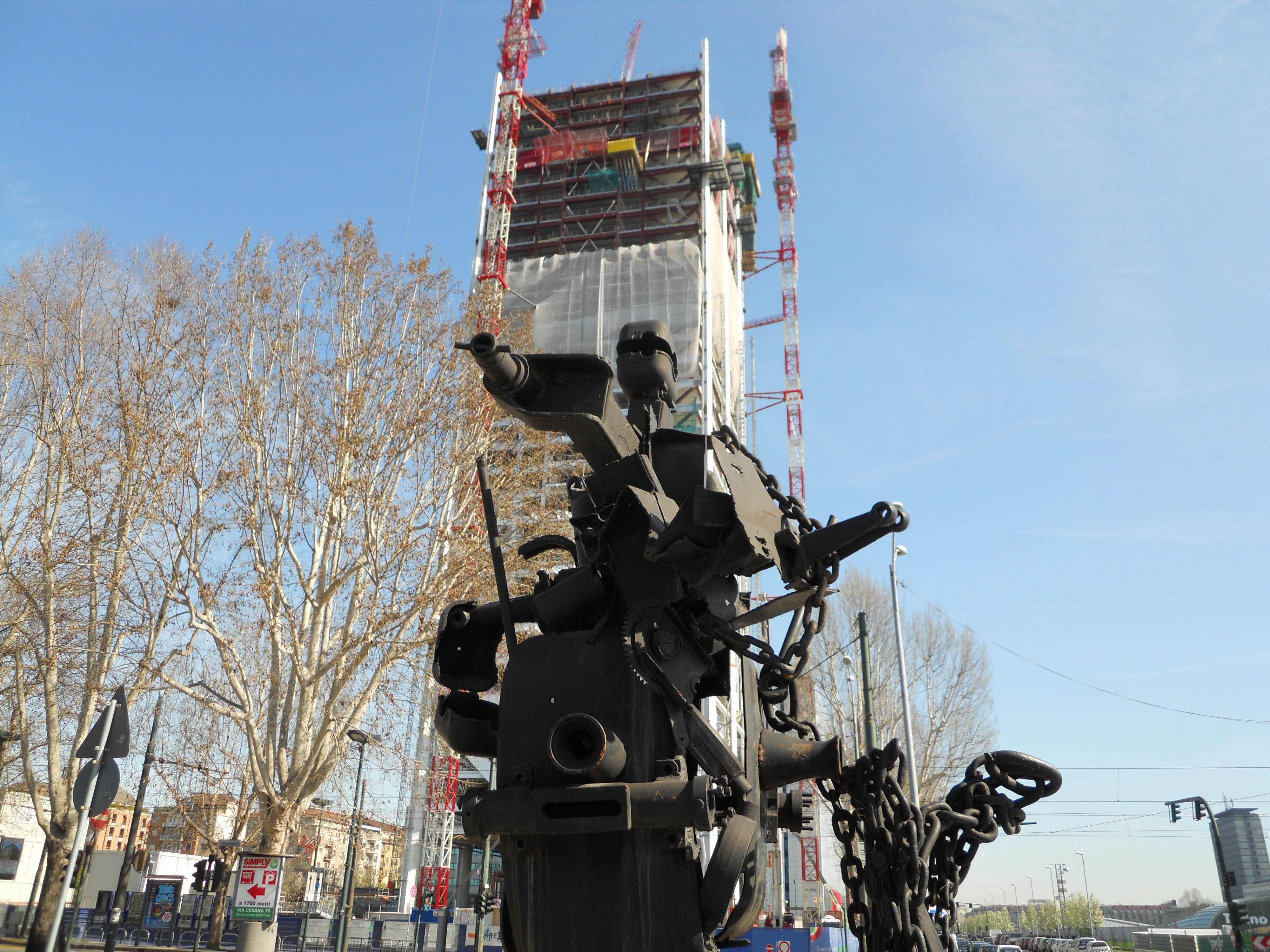
El nuevo rascacielos del Istituto Bancario San Paolo en construcción en 2013.

El Corso Vittorio Emanuele II (llamado por los turineses simplemente Corso Vittorio) es una de las calles más importantes de Turín, Italia. Atraviesa la ciudad de sureste a noroeste pasando al sur del centro histórico de Turín y tiene una longitud de 4,2 kilómetros. Está dedicada a Víctor Manuel II, primer rey de Italia.

## Evolución histórica
La calle fue trazada en el siglo XIX, cuando la ciudad había superado el antiguo perímetro de las murallas y había empezado su industrialización. La primera parte de la calle, desde Porta Nuova hasta el Po, se inauguró en 1814 con el nombre de Corso del Re, pero habrá que esperar al reinado de Carlos Félix de Saboya para que tomara forma esta gran arteria periférica, con la expansión urbana proyectada por el arquitecto Carlo Promis. Rectilíneo, como todas las calles de Turín, este nuevo eje viario empezaba en el que actualmente es el Puente Umberto I y terminaba en la zona de la plaza de armas, entonces al lado de la Piazza di Porta Nuova. Con el pasar de los años, se continuó con el trazado de la calle, hasta que en la posguerra llegó a unirse con el Corso Francia en la Piazza Rivoli.
Antiguamente, el Corso Vittorio Emanuele II seguía también al otro lado del río Po, atravesando el Borgo Crimea. Sin embargo, tras la Primera Guerra Mundial, este tramo, comprendido entre el Ponte Umberto I y la Piazza Crimea, se dedicó a la ciudad croata de Rijeka (Fiume en italiano).

## Recorriendo la calle
La calle empieza al este en el río Po, deja a la izquierda el barrio de San Salvario y a la derecha el centro histórico, llega a la Estación de Porta Nuova, frente a la que se encuentra la Piazza Carlo Felice en la intersección con la Via Roma, encuentra posteriormente el Monumento a Víctor Manuel II, pasa delante de las cárceles Le Nuove, deja a la derecha el barrio Cit Turin y termina al oeste en el Corso Francia, desembocando en la Piazza Rivoli.
Son muy numerosos y variados sus lugares de interés. Al principio de la calle, en los primeros árboles del Parco del Valentino, se erige el monumental Arco all'Artigliere, de 1930, bajo el que se encuentra la estatua dedicada a santa Bárbara. En la intersección con el Corso Massimo d'Azeglio se sitúa la estatua que el ayuntamiento de Turín dedicó a d'Azeglio, colocada anteriormente delante de la estación de Porta Nuova. En esta zona, un edificio destacado es el Palazzo Gualino, uno de los ejemplos más importantes de la arquitectura racionalista de Turín, en renovación desde 2012.
En la esquina con el Corso Massimo d'Azeglio se situaba la Palazzina Torielli, diseñada por el arquitecto G.B.Ferrante en 1870, donde se encontraba la residencia de las Dame del Cenacolo, convento de estilo Tudor demolido en 1959 para hacer espacio a un edificio residencial.
Alejándose del Parco del Valentino está la iglesia de San Giovanni Evangelista (1882) y el Tempio Valdese 1851. De notable interés es el Palazzo Rossi di Montelera, lugar donde vivió y murió el senador Teofilo Rossi di Montelera, alcalde de Turín entre 1909 y 1917. También es muy valioso el Palazzo Priotti, construido por Carlo Ceppi en 1900 y considerado uno de los mejores ejemplos del liberty turinés.
Desde la esquina con la Via Rattazzi, la calle sigue porticada hasta el Corso Vinzaglio (y el Corso Duca degli Abruzzi, que es simétrico al Corso Vinzaglio en dirección norte a sur). Pasa al lado de la monumental fachada de la Estación de Porta Nuova, y después por las elegantes villas del barrio de Crocetta.
En el cruce con el Corso Galileo Ferraris, la calle se ensancha para alojar el célebre Monumento a Víctor Manuel II, la estatua más alta de la ciudad, completada en 1900.
Siguiendo hacia la Piazza Rivoli, la calle pasa al lado de las antiguas cárceles Le Nuove, que actualmente albergan un museo, y el nuevo palacio de justicia dedicado al magistrado Bruno Caccia.

## Transporte
El Corso Vittorio Emanuele II es recorrido por una buena parte de las líneas de transporte público de la ciudad. Dese 2007 es atravesado en su parte más céntrica por el metro, que tiene tres estaciones en ella: Porta Nuova, Re Umberto y Vinzaglio.